# Thomas T. Moulton
Thomas T. Moulton (Wausau, 1 de janeiro de 1896 — Fresno, 29 de março de 1967) foi um sonoplasta estadunidense. Venceu o Oscar de melhor mixagem de som em cinco ocasiões: por The Hurricane, The Cowboy and the Lady, The Snake Pit, Twelve O'Clock High e All About Eve.